# 勒布莱莫兰
勒布莱莫兰（法語：Le Boulay-Morin，法語發音：[lə bulɛ mɔʁɛ̃]）是法国厄尔省的一个市镇，属于埃夫勒区。

## 地理
勒布莱莫兰（49°5'6"N, 1°10'43"E）面积5.55 平方千米，位于法国诺曼底大区厄尔省，该省份为法国北部内陆省份，北起滨海塞纳省，西接奧恩省和卡爾瓦多斯省，南至厄尔-卢瓦省，东临瓦兹省、瓦兹河谷省和伊夫林省。
与勒布莱莫兰接壤的市镇（或旧市镇、城区）包括：拉沙佩勒-迪布瓦德福、达尔代、埃马勒维尔、伊尔维尔、诺芒维尔、勒伊。

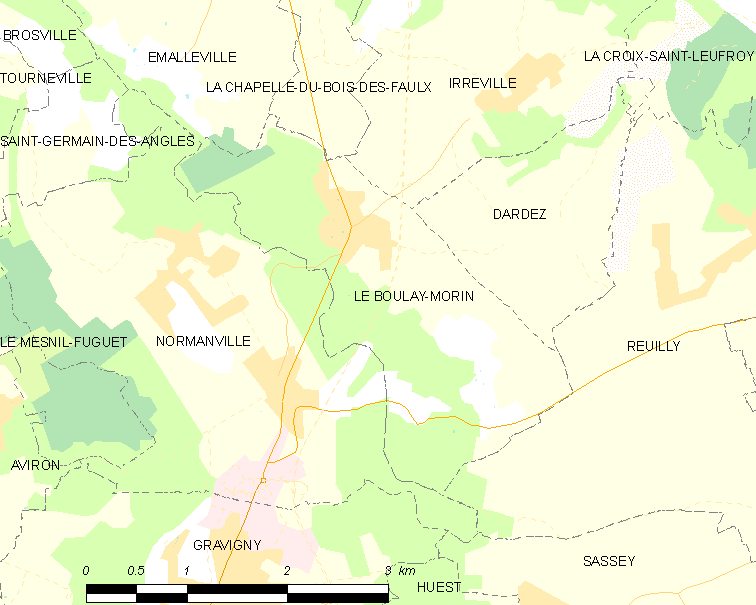
勒布莱莫兰的OSM定位图

勒布莱莫兰的时区为UTC+01:00、UTC+02:00（夏令时）。

## 行政
勒布莱莫兰的邮政编码为27930，INSEE市镇编码为27099。

## 政治
勒布莱莫兰所属的省级选区为埃夫勒第二县。

## 人口

1962-2008年间勒布莱莫兰人口变化图示

勒布莱莫兰于2022年1月1日时的人口数量为818人。